# صلاح امین
صلاح امین (صلاح أمین؛ زادهٔ ۱۸ سپتامبر ۱۹۸۱) ورزشکار فوتبال اهل مصر است.
از باشگاه‌هایی که در آن بازی کرده‌است می‌توان به باشگاه ورزشی اسماعیلی، باشگاه فوتبال الداخلیه، باشگاه فوتبال سموحه، باشگاه فوتبال الانتاج الحربی و تیم ملی فوتبال مصر اشاره کرد.